# Конковичский сельсовет
Конковичский сельсовет — административная единица на территории Петриковского района Гомельской области Республики Беларусь. Административный центр — агрогородок Конковичи.

## Состав
Конковичский сельсовет включает 6 населённых пунктов:
- Адаси — деревня
- Акрионы — деревня
- Атирки — деревня
- Конковичи — агрогородок
- Мицуры — деревня
- Слинки — деревня